# УСТ Буревій (Ноймаркт)
УСТ «Буревій» (Українське Спортове Товариство «Буревій») — українське спортивне товариство з німецького містечка Ноймаркт (Верхній Пфальц).
Товариство засноване 6 грудня 1945 року в таборі «Нова Говерля» (1020 мешканців), хоча спортивну діяльність провадили в таборі ще з серпня того ж року.
Головами УСТ були Осип Клюк і Михайло Шаран. Діяльними були ще Юрій Дицьо та Олександр Муць.
Товариство мало 9 секцій: гімнастики, футболу, волейболу чоловіків, настільного тенісу, легкої атлетики, шахів, боксу і лещетарства.
Футбольна команда змагалася в обласній лізі та 1947 року здобула друге місце.